# Varnhalt
Varnhalt est un district de la ville allemande de Baden-Baden (Land de Bade-Wurtemberg). 

## Population
Varnhalt compte quelque 2 000 habitants.

## Galerie d'images

Baden-Baden-Varnhalt
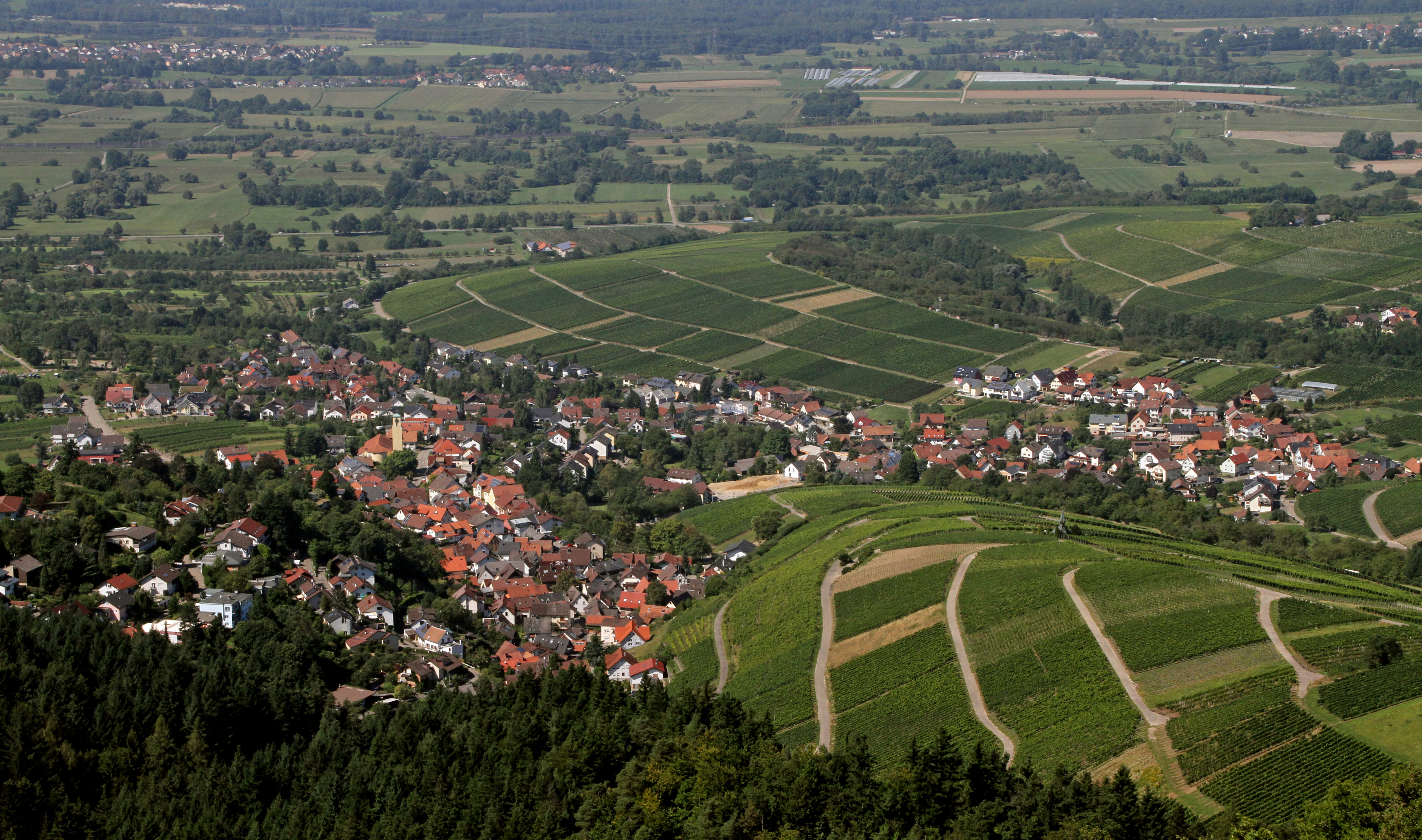
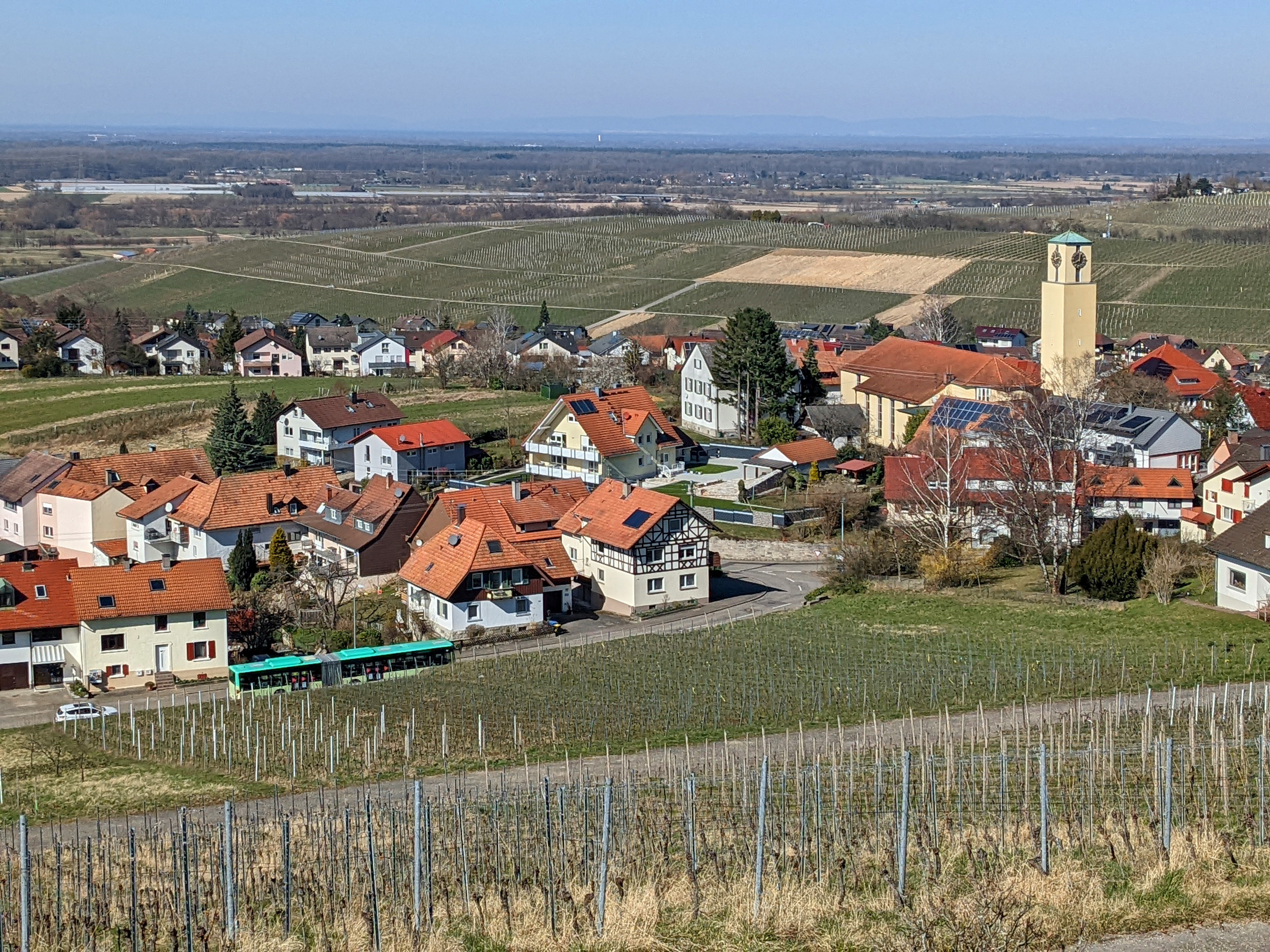
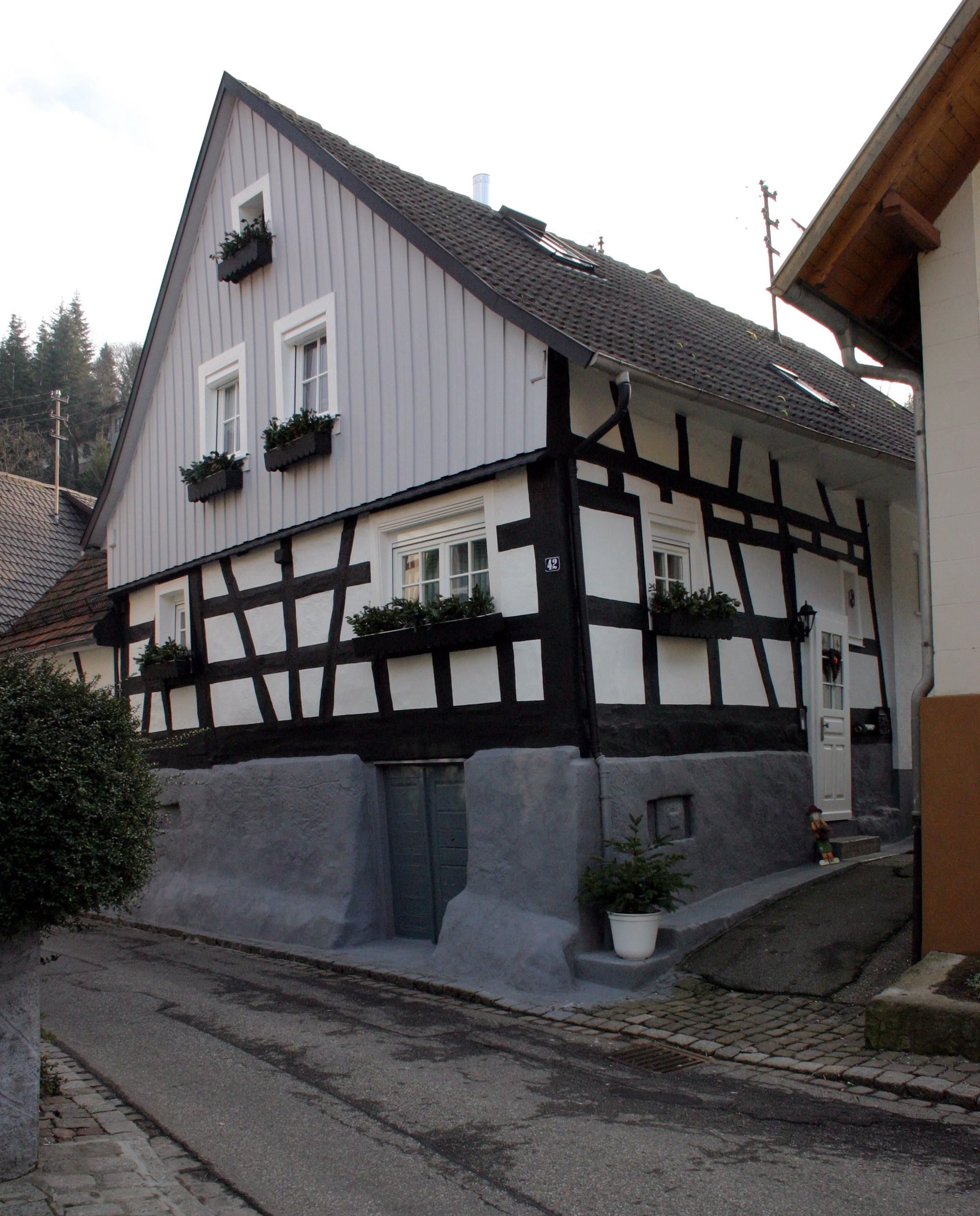
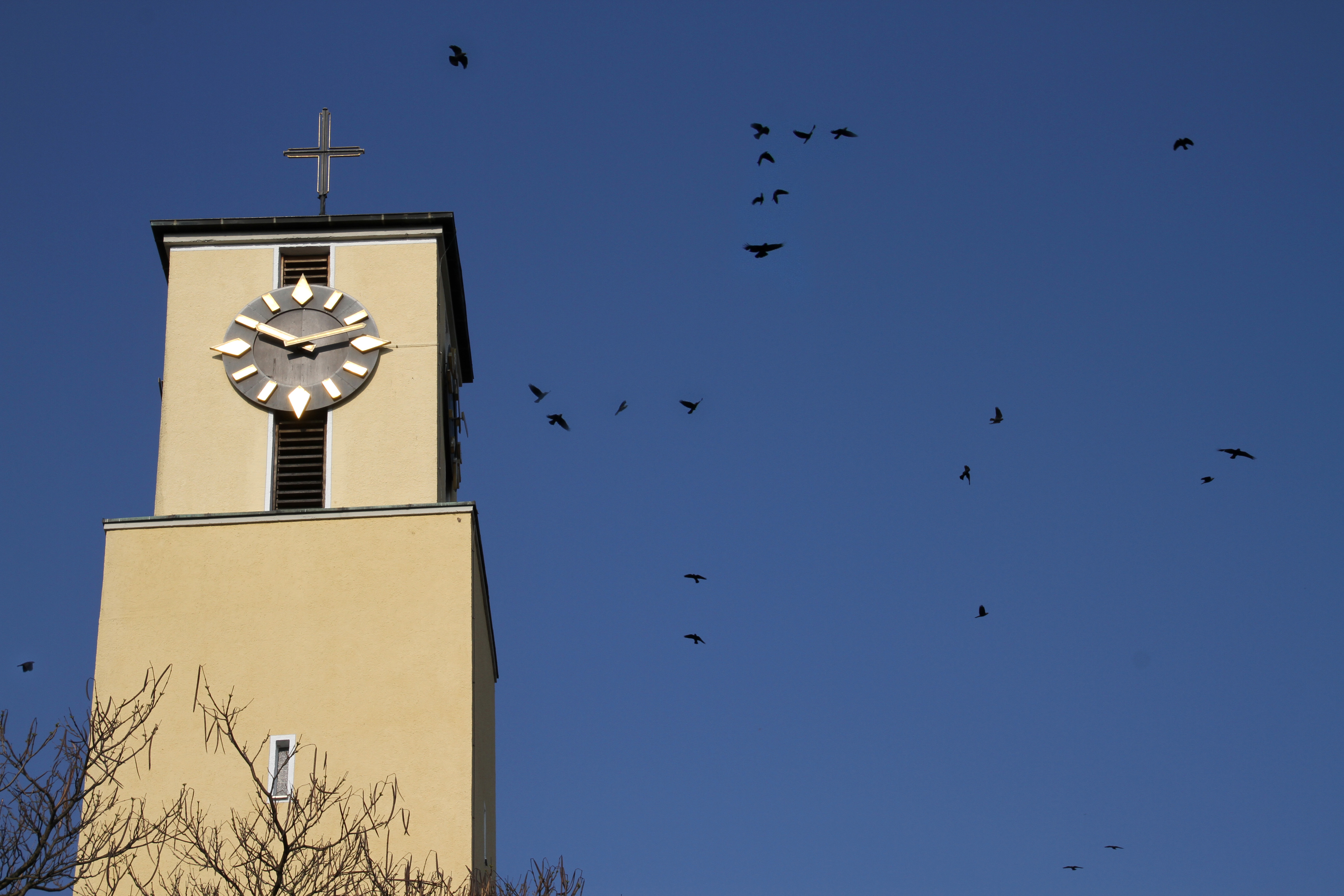
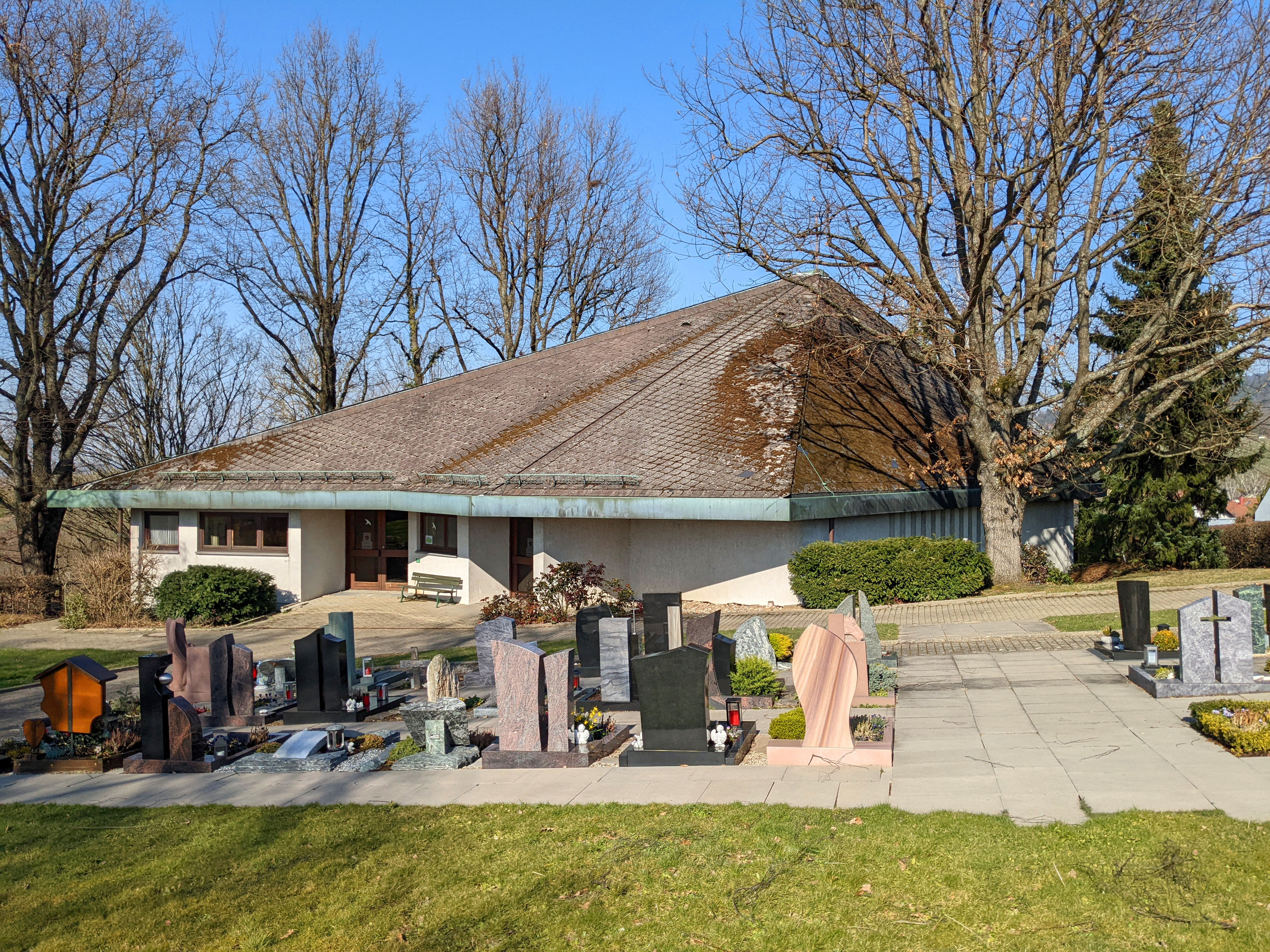
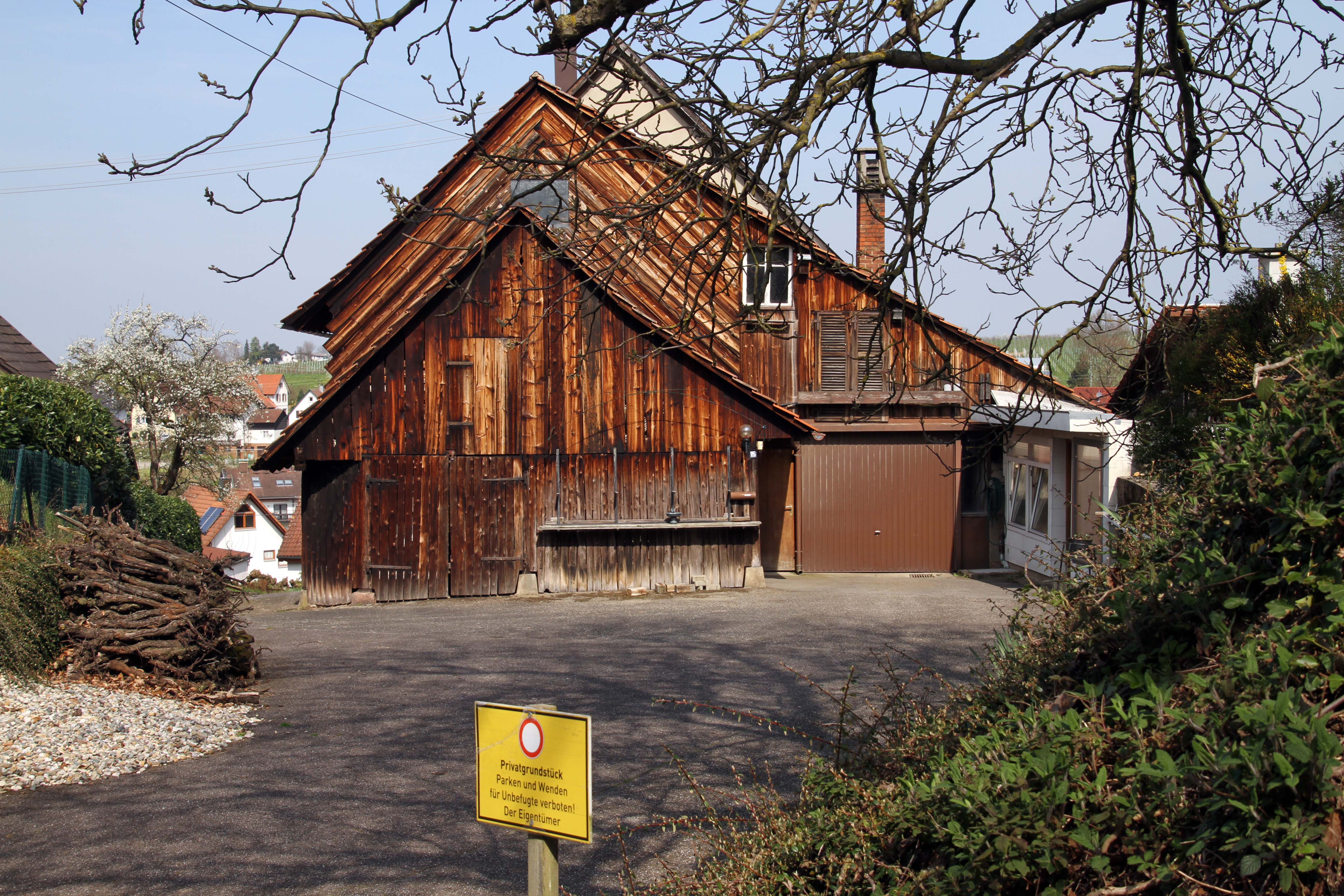
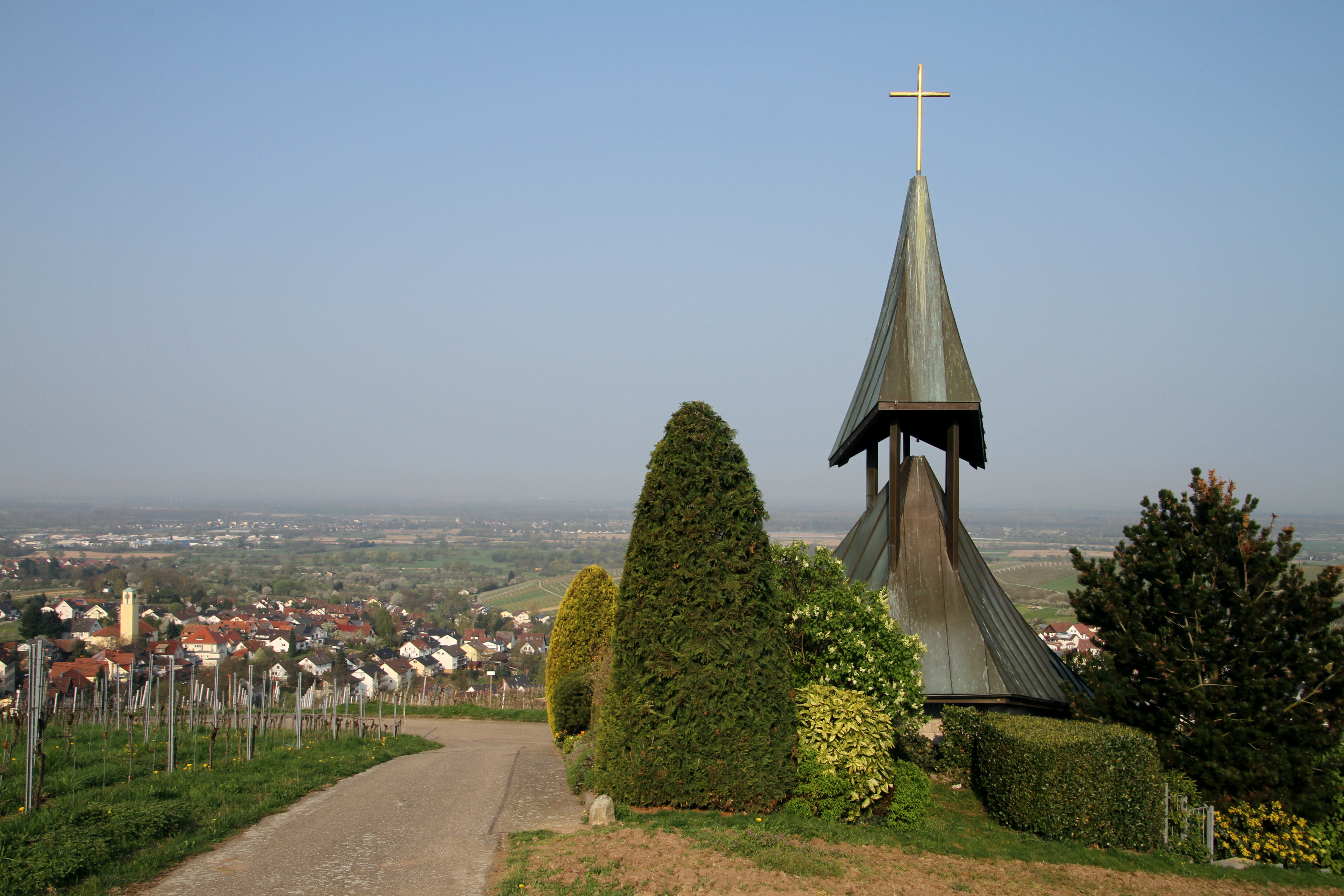
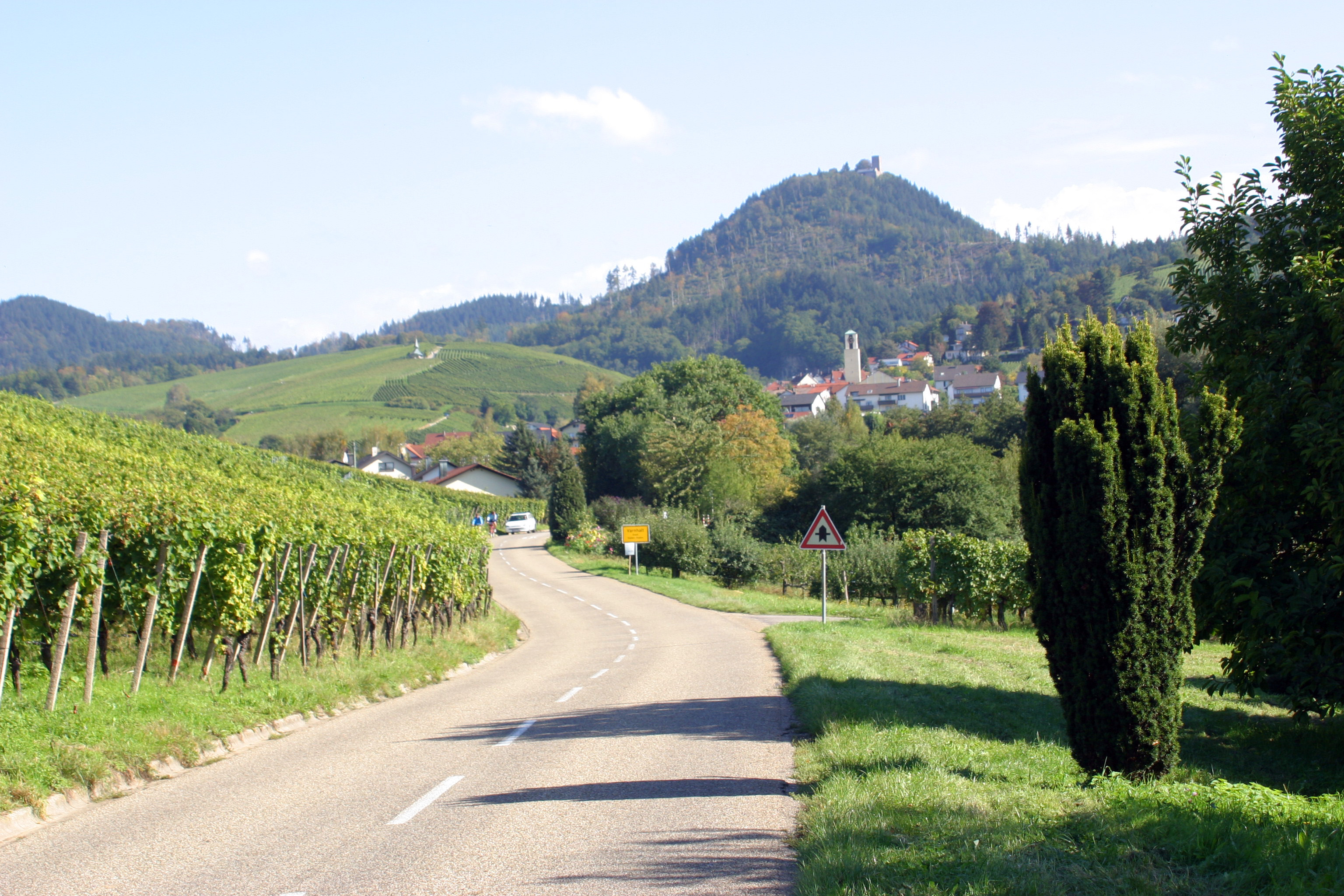